# 1066

## Události
- 6. leden – Harold II. Godwinson je den po smrti Eduarda Vyznavače korunován králem Anglie.
- březen – pozorována a později na tapisérii z Bayeux i vyobrazena Halleyova kometa.
- 20. září – Nájezd Tostiga Godwinsona a Haralda Hardraady na východní pobřeží Anglie (Riccall, jižně od Yorku). V bitvě u Fulfordu Tostig s Haraldem porazili anglosaské early Edwina a Morcara.
- 25. září – anglický král Harold II. Godwinson porazil spojené síly Tostiga Godwinsona a Haralda Hardraady v bitvě u Stamfordského mostu.
- 28. září – normanský zábor: Vilém Dobyvatel, vévoda normanský, se vyloďuje na jihu Anglie.
- 14. říjen – v bitvě u Hastingsu Vilém Dobyvatel poráží anglosaské vojsko Harolda II. Godwinsona. Normané se ujímají vlády nad Anglií.
- 25. prosinec – Vilém Dobyvatel je korunován králem Anglie.
- 30. prosinec – Masakr v Granadě: Dav muslimů vtrhne do královského paláce v Granadě, ukřižuje židovského vezíra Josefa ibn Naghrelu a zmasakruje většinu židovského obyvatelstva.

## Narození
- ? – Jindřich Burgundský, portugalský hrabě, zakladatel portugalské linie burgundského rodu, otec prvního portugalského krále Alfonse I. († 1112)
- ? – Judita Grojčská, česká princezna, dcera Vratislava II. († 17. prosince 1108)
- ? – Irena Dukaina, žena byzantského císaře Alexia I. Komnena († 19. února 1123)

## Úmrtí
- 5. ledna – Eduard III. Vyznavač, předposlední anglosaský král (* asi 1004)
- 25. září v bitvě u Stamfordského mostu
  - Tostig Godwinson, hrabě z Northumbrie (* 1026?)
  - Harald Hardraada, poslední norský vikinský král (* 1015)
- 14. října – Harold II. Godwinson, poslední anglosaský král, v bitvě u Hastingsu (* cca 1022)
- ? – Stenkil, švédský král (* 1028)

## Hlavy států
- České knížectví – Vratislav II.
- Papež – Alexandr II.
- Svatá říše římská – Jindřich IV.
- Anglické království – Eduard III. Vyznavač / Harold II. Godwinson / Vilém I. Dobyvatel
- Aragonské království – Sancho Ramírez
- Barcelonské hrabství – Ramon Berenguer I. Starý
- Burgundské vévodství – Robert I. Starý
- Byzantská říše – Konstantin X. Dukas
- Dánské království – Sven II. Estridsen
- Francouzské království – Filip I.
- Kyjevská Rus – Izjaslav I. Jaroslavič
- Kastilské království – Sancho II. Silný
- Leonské království – Alfons VI. Statečný
- Navarrské království – Sancho IV.
- Norské království – Harald III. Hardrada / Magnus II. Haraldsson
- Polské knížectví – Boleslav II. Smělý
- Skotské království – Malcolm III.
- Švédské království – Stenkil / Erik (VII.) Stenkilsson x Erik (VIII.) Pohan
- Uherské království – Šalamoun